# Вирджиния Бурбон дел Монте
Вирджиния Бурбон дел Монте (на италиански: Virginia Bourbon del Monte), по мъж Анели (Agnelli), е италианска аристократка, меценат и светска личност, съпруга на Едоардо Анели и майка на Джани Анели.

## Биография
Тя е дъщеря на Карло Бурбон дел Монте, принц на Сан Фаустино и маркиз на Санта Мария (1867 – 1917), потомък на древното тосканско-умбрийско семейство Бурбон дел Монте Санта Мария, и на американската наследница от шотландски произход Джейн Алън Кембъл (1865 – 1938).
На 5 юни 1919 г. в Рим се омъжва за Едоардо Анели, син на сенатора и съосновател на Фиат Джовани Анели. Ражда му седем деца. На 14 юли 1935 г. овдовява – съпругът ѝ загива при самолетна катастрофа в хидроплановата база в Генуа.
Няколко месеца след смъртта му започва интензивна връзка с журналиста и писател Курцио Малапарте, която трябва да приключи с брак, чиято дата е определена за октомври 1936 г.; впоследствие всичко се проваля поради упоритата съпротива на свекър ѝ сенатор Джовани Анели. Неприязънта към Малапарте е подсилена и от факта, че журналистът, преди това пламенен поддръжник на фашизма, впоследствие става непопулярен сред висшите власти на режима, до степен да бъде изключен от Националната фашистка партия, и е изпратен през 1933 г. за определен период от време в затвора на остров Липари. В същото време Вирджиния трябва да води тежка битка срещу своя свекър, който, след като научава за желанието на двойката да се ожени, се опитва по всякакъв начин да отнеме родителската ѝ права над седемте им деца, което в крайна сметка се случва след присъда от съда в Торино; спорът продължава, докато, след като Вирджиния се премества в Рим и има голям шанс римското правосъдие да е в нейна полза, нейният свекър се съгласява в края на 1937 г. да формализира компромис, чийто най-важен аспект е поверяването на децата на нея, които подкрепят именно това решение.
Впоследствие, по време на Втората световна война, на 8 септември 1943 г., Вирджиния, която е дъщеря на американски гражданин, следователно на държава във война срещу Германия, е арестувана в Рим и затворена във вила на Целий, от която в крайна сметка успява да избяга. „Лекото“ задържане на г-жа Анели не продължава дълго: „(истинска или фалшива) болест наложи тя да бъде приета в частен старчески дом, откъдето скоро се премести във Вила Мароко, във Венето, далеч от този Рим, който вече бе станал опасен за нея“.
След като е свободна, Вирджиния организира, в сътрудничество с полковник Ойген Долман, срещата във Ватикана между папа Пий XII и военния губернатор и върховен командир на СС и полицията в Северна Италия, генерал Карл Волф. Срещата има за цел, по-късно постигната, избягване на кръвопролития по време на сега предстоящото германско отстъпление от Рим. Това посредничество също води до освобождаването на юриста и лидер на Съпротивата Джулиано Васали от затвора на улица „Тасо“, където е държан от СС.
Любителка на изкуството, Вирджиния предоставя финансова подкрепа на няколко художници.
Загива на 46 г. при автомобилна катастрофа близо до Пиза: колата, в която пътува от Рим за Форте дей Марми, се блъска на Виа Аурелия челно в късния следобед на 30 ноември 1945 г., близо до боровата гора на Сан Росоре с голям американски военен камион и смъртта на Вирджиния е мигновена. Погребана е в семейната гробница на Анели в гробището във Вилар Пероза.

## Потомство
Вирджиния има седем деца от Едоардо Анели:
- Клара Анели (1920 – 2016), омъжва се за Тасило цу Фюрстенберг (1903 – 1989) през 1940 г., от когото има Вирджиния, нар. Ира (1940 – 2024), Егон (1946 – 2004) и Себастиан (1950) цу Фюрстенберг. Впоследствие се омъжва за Джовани Нуволети (1912 – 2008) като втора съпруга.
- Джани Анели (1921 – 2003), президент на Фиат, жени се за дона Марела Карачоло ди Кастането (1927 – 2019), от която има Маргерита (1955) и Едоардо (1954 – 2000). Джон Елкан, Лапо Елкан, Джиневра Елкан и Анна, Татяна, Пиетро, София и Мария Дьо Пален са деца на Маргерита.
- Сузана Анели (1922 – 2009), омъжва се за Урбано Ратаци (1918 – 2012) през 1945 г., от когото има шест деца: Илария, Самаритана (съпруга на Виторио Сермонти и майка на Пиетро), Кристиано, Делфина, Лупо и Пришила Ратаци.
- Мария Соле Анели (1925), омъжва се за Раниери ди Кампело дела Спина (1908 – 1959) и после за граф Пио Теодорани Фабри (1924 – 2022). Има пет деца: Вирджиния, Арджента, Чинция, Бернардино Кампело и Едуардо Теодорани Фабри.
- Кристиана Анели (1927), омъжва се за Брандолино Брандолини д'Ада (1918 – 2005), от когото има четири деца: Тиберио, Леонело, Нуно и Брандино Брандолини д'Ада.
- Джорджо Анели (1929 – 1965), неженен и бездетен, умира на 35 години при неизяснени обстоятелства в клиниката, където е хоспитализиран за шизофрения.
- Умберто Анели (1934 – 2004), президент на Фиат, се жени за Антонела Беки Пиаджо ди Лузерна (1938 – 1999), от която има близнаците Енрико и Алберто (1962), които живеят само няколко дни, и Джовани Алберто (1964 – 1997), известен като Джованино, който почива на 33 години от рак; като негова втора съпруга се жени за Алегра Карачоло (1945), братовчедка на балдъзата му Марела, от която има Андреа (1975) и Анна (1977). Андреа Анели в момента е единственият, който носи фамилията на основателя Джовани Анели.